# یواس‌ان‌اس گروهبان آرچر تی گامون (تی‌ای‌کی-۲۴۳)
یواس‌ان‌اس گروهبان آرچر تی گامون (تی‌ای‌کی-۲۴۳) (به انگلیسی: USNS Sgt. Archer T. Gammon (T-AK-243)) یک کشتی بود که طول آن ۴۵۵ فوت (۱۳۹ متر) بود. این کشتی در سال ۱۹۴۵ ساخته شد.